# Ronald Maier (Handballfunktionär)

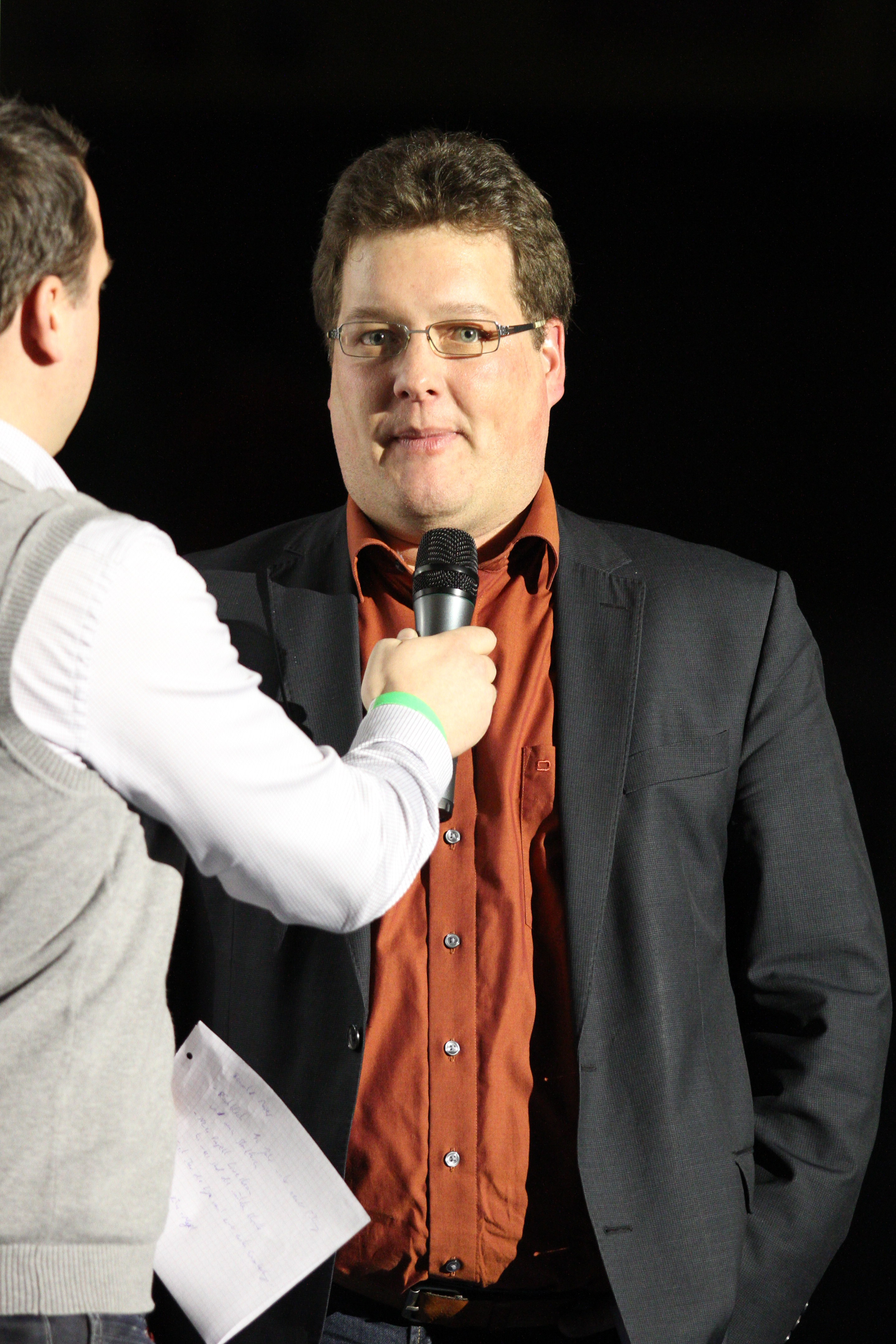
Ronald Maier (2015)

Ronald Maier (* 15. Januar 1978 in Heiningen; † 5. September 2023 in Wien) war ein deutscher Sportfunktionär.

## Tätigkeiten
Maier war beim Aufbau des Nachwuchscenters des Bundesligisten Frisch Auf Göppingen beteiligt. Später arbeitete er als Pressesprecher bei den Füchsen Berlin. Mit Bob Hanning arbeitete er am Strukturpapier der Deutschen Männer-Handballnationalmannschaft für die Handball-Europameisterschaft der Männer 2012 und unterstützte ihn beim Umbau des Deutschen Handballbundes. 2014/15 und 2015/16 war Maier Geschäftsführer der Handball Liga Austria. Später arbeitete der Deutsche für die SG Handball West Wien.